# ISO 3166-2:SH
Pour un article plus général, voir ISO 3166-2.
 (août 2024).

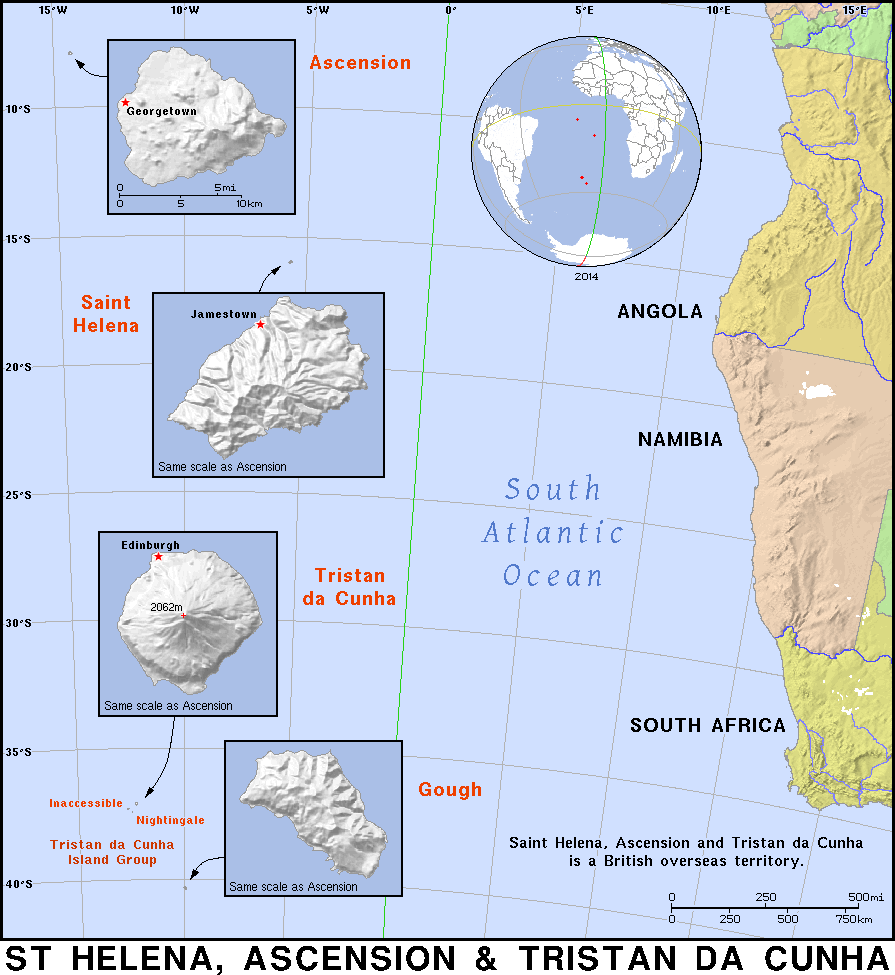
Sainte-Hélène, Ascension et Tristan da Cunha

ISO 3166-2:SH est l'entrée pour Sainte-Hélène, Ascension et Tristan da Cunha dans l'ISO 3166-2, qui fait partie du standard ISO 3166, publié par l'Organisation internationale de normalisation (ISO), et qui définit des codes pour les noms des principales administration territoriales (e.g. provinces ou États fédérés) pour tous les pays ayant un code ISO 3166-1.
Sainte-Hélène, Ascension et Tristan da Cunha est un territoire britannique d'outre-mer sous souveraineté du Royaume-Uni. Le territoire était auparavant désigné sous le nom de Sainte-Hélène et dépendances, en anglais Saint Helena and Dependencies, mais la constitution du 1er septembre 2009 impose aux trois îles un statut égalitaire
Le territoire est officiellement assigné au code ISO 3166-1 alpha-2 SH.

## Entités géographiques (3)
```
SH-SH
 
Sainte-Hélène

SH-AC
 
île de l'Ascension

SH-TA
 
Tristan da Cunha
```

- 22 février 2010 : Changement de nom, forme courte et forme longue; Addition des îles dans les Articles 9 and 10
- 30 juin 2010 : Changement de nom.
- 13 décembre 2011 : Ajout des subdivisions administratives.

## Codes réservés
Les codes ISO 3166-2 AC et TA sont réservés exceptionnellement pour respectivement Ascension et Tristan da Cunha sur demande de l'Union postale universelle